# مین‌ویل (پنسیلوانیا)
مین‌ویل (به انگلیسی: Mainville) یک منطقهٔ مسکونی در ایالات متحده آمریکا است که در شهرستان کلمبیا، پنسیلوانیا واقع شده‌است. مین‌ویل ۱٫۹۳ کیلومتر مربع مساحت و ۱۳۲ نفر جمعیت دارد و ۱۶۵٫۵۱ متر بالاتر از سطح دریا واقع شده‌است.